# Melanolophia substriata
Melanolophia substriata là một loài bướm đêm trong họ Geometridae.